# Observatório Dietrich Schiel
O Setor de Astronomia do CDCC, popularmente conhecido como Observatório Astronômico do CDCC da USP (São Carlos) e oficialmente Observatório Dietrich Schiel foi implantado em 4 de abril de 1986 e inaugurado no dia 10 de abril do mesmo ano, coincidindo com a passagem do Cometa Halley. Ligado ao Centro de Divulgação Científica e Cultural, está instalado no "Campus 1" da USP da cidade de São Carlos, no interior de São Paulo. Corresponde a uma ampliação das atividades em Biologia, Computação, Física, Matemática e Química do CDCC e conta com um observatório astronômico profissional em pequena escala destinado à divulgação da astronomia para a comunidade em geral. 
As visitas livres ao Observatório ocorrem de sexta-feira a domingo, das 20h às 22h. Há também horários específicos para visitas de grupos ou de instituições. O Observatório também presta orientações técnicas e científicas sobre Astronomia aos interessados.

## Localização
O Observatório está localizado na Avenida Dr. Carlos Botelho, 1465 - Centro, São Carlos - SP, 13560-251
Coordenadas - WGS84
Latitude: 22° 00'39,5" Sul
Longitude: 47°53'47,5" Oeste
Universidade de São Paulo
Campus 1 de São Carlos

## Comemoração
O Observatório comemorou 25 anos de sua fundação, no dia 4 de abril de 2011. e foi nomeado Centro de Divulgação da Astronomia - Observatório Dietrich Schiel dia 2 de dezembro de 2011. A escolha da data está relacionada às comemorações do dia do astrônomo no Brasil e ao aniversário de D. Pedro II, grande entusiasta da astronomia. 